# Kasteel van Brosse
Het Kasteel van Brosse (Frans: Château de Brosse) is een kasteel in de Franse gemeente Chaillac. Het kasteel is een beschermd historisch monument sinds 1935.